# Atropina
Atropina (łac. atropinum) – organiczny związek chemiczny z grupy alkaloidów tropanowych, ester 3-hydroksytropanu i kwasu 3-hydroksy-2-fenylopropanowego. Antagonista pozazwojowych receptorów muskarynowych M1-M2. Nie wykazuje istotnego działania na pozostałe receptory muskarynowe. Stosowana jako lek rozkurczowy i środek rozszerzający źrenice. Jest racematem składającym się z dwóch enancjomerów różniących się konfiguracją przy atomie 2 grupy fenylopropanianowej; enancjomer 2S to hioscyjamina (L-atropina), wykazująca silniejsze działanie niż racemat.
Występuje naturalnie w wielu roślinach rodziny psiankowatych (Solanaceae), m.in.: pokrzyku wilczej jagodzie (Atropa belladonna), bieluniu dziędzierzawie (Datura stramonium) czy lulku czarnym (Hyoscyamus niger).

## Wpływ na organizm
Atropina poraża zakończenia przywspółczulnego układu nerwowego, blokując receptory muskarynowe, co skutkuje obniżeniem wydzielania gruczołowego oraz rozkurczem mięśni gładkich przewodu pokarmowego, oskrzeli i układu moczowego. Poraża akomodację oka i rozszerza źrenice, przyspiesza tętno. W małych dawkach pobudza ponadto korę mózgową, a także działa negatywnie na układ pozapiramidowy i ośrodek wymiotny. W dużych dawkach wywołuje natomiast tzw. śpiączkę atropinową (dawna metoda leczenia chorób psychicznych).
Zatrucie atropiną charakteryzuje się szeregiem poniższych objawów:
- zaczerwienienie twarzy – wskutek poszerzenia naczyń skóry właściwej,
- bardzo rozszerzone źrenice, upośledzenie ostrości wzroku, zaburzenia akomodacji, światłowstręt, wzrost ciśnienia śródgałkowego u chorych na jaskrę z zamkniętym kątem przesączania,
- suchość śluzówek (kserostomia) z towarzyszącą jej utratą smaku oraz suchość skóry,
- trudności w przełykaniu spowodowane utrudnionym formowaniem kęsów przy zmniejszonym wydzielaniu śliny,
- przyspieszona akcja serca,
- zatrzymanie moczu,
- porażenie perystaltyki jelita,
- hipertermia – w dużych dawkach atropiny, wskutek zahamowania wydzielania potu,
- stany pobudzenia, omamy i drgawki kloniczne, głęboka utrata przytomności wraz z zejściem śmiertelnym w wyniku ośrodkowego porażenia oddechu.

Zapamiętanie wyglądu osoby zatrutej atropiną ułatwia mnemotechnika:
Czerwony jak burak, rozpalony jak piec, suchy jak pieprz, ślepy jak nietoperz, niespokojny jak tygrys w klatce.
Leczenie ostrego zespołu antycholinergicznego polega na zapobieżeniu dalszego wchłaniania substancji, leczeniu objawowym oraz zastosowaniu benzodiazepin oraz fizostygminy. Ważne jest zabezpieczenie pobudzonego chorego przed urazem.

## Zastosowanie

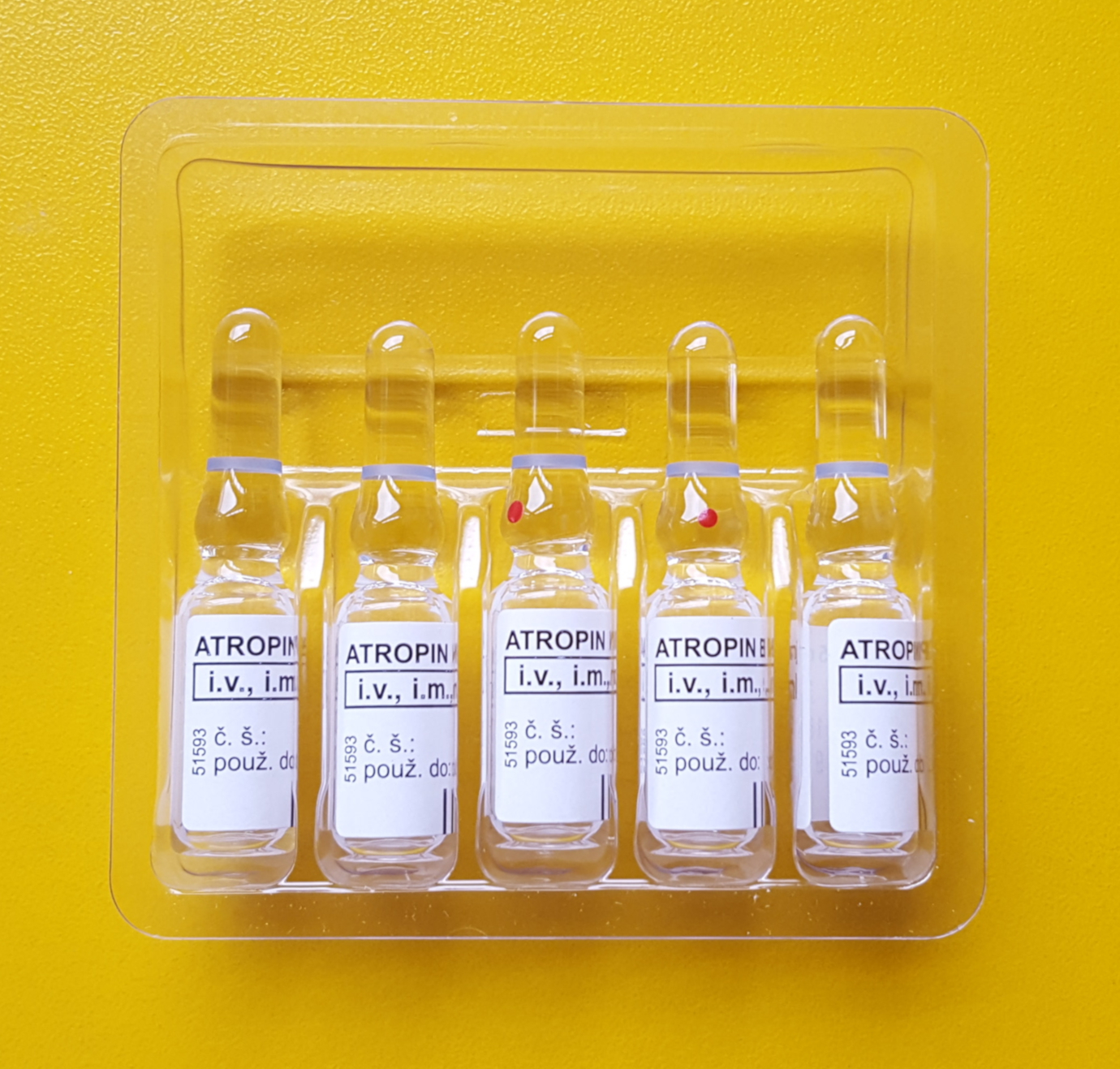
Ampułki zawierające atropinę

W lecznictwie atropina używana jest zazwyczaj w postaci siarczanu. Atropina w związku z hamowaniem skurczu oskrzeli i wydzielania z dróg oddechowych oraz blokowaniem odruchów z nerwu błędnego jest używana w premedykacji przed znieczuleniem ogólnym.
Atropina stosowana jest do przywracania prawidłowej pracy serca przy bradykardii. Do 2010 r. podawano ją także w ramach akcji resuscytacyjnej w rozkojarzeniu elektromechanicznym oraz asystolii, jednak według najnowszych wytycznych nie jest zalecana do stosowania przy zatrzymaniu krążenia. Typową dawką dożylną jest 0,5 mg (pod kontrolą EKG do maksymalnie 3 mg). Dawki mniejsze niż 0,5 mg mogą paradoksalnie pogłębić bradykardię. Atropina nie powinna być podawana pacjentom po przeszczepie serca, ponieważ może wywołać zaawansowany blok serca lub zatrzymanie zatokowe.
Znajduje zastosowanie w leczeniu stanów spastycznych przewodu pokarmowego, dróg żółciowych i moczowodów, w tym w spastycznych zaparciach, skurczu odźwiernika, kolce żółciowej i kolce nerkowej.
W okulistyce używa się atropiny w długotrwałym rozszerzeniu źrenicy w zapaleniu tęczówki i ciała rzęskowego w celu zapobieżeniu zrostom. Jest używana również jako lek rozszerzający źrenice w celach diagnostycznych. Nie powinna być stosowana u osób prowadzących pojazdy mechaniczne.
Jest odtrutką w przypadku zatruć spowodowanych inhibitorami acetylocholinoesterazy, do których należą niektóre związki fosforoorganiczne, wśród nich fosforoorganiczne pestycydy i bojowe środki trujące, takie jak soman, sarin, tabun i VX, a także niektóre pestycydy karbaminianowe.